# Harry Jefferson
Harry Jefferson (Bombai, Raj Britànic, 9 de març de 1849 - Alcombe, Somerset, 23 de juny de 1918) va ser un regatista britànic, que va competir a cavall del segle xix i el segle xx. El 1900 va prendre part en els Jocs Olímpics de París on participà en la segona cursa de la categoria de 3 a 10 tones del programa de vela. En ella guanyà la medalla d'or formant equip amb Edward Hore i Howard Taylor.